# Toribio Minguella
Toribio Minguella y Arnedo (Igea, 1836 - Cintruénigo, 1920) fue un fraile español de la Orden de Agustinos Recoletos.

## Biografía
Nació en 1836 en la localidad riojana de Igea. Tras el noviciado en el convento de Monteagudo, fue destinado en 1858 a Filipinas, donde aprendió el idioma filipino y escribió una gramática tagala, que aún hoy es una de las mejores existentes. Nombrado comisario y procurador de la Congregación en la Corte de Madrid fue nombrado en 1879 rector del colegio para misioneros destinados a Filipinas del monasterio de San Millán de Yuso, cargo que ejerció durante un trienio completo. Es considerado el restaurador de los monasterio de San Millán y de Valvanera, ya que gracias a él los frailes pudieron volver a estos monasterios abandonados desde la desamortización de Mendizábal. Dio al colegio de San Millán una organización académica seria y acomodada a los tiempos. Comenzó y diseño un plan de restauración material del edificio y puso empeño en la recuperación de documentos y libros desaparecidos del antiguo monasterio benedictino de San Millán, organizando el archivo, en el que destaca la colección Minguella. Escribió un estudio histórico titulado San Millán de la Cogolla, estudio histórico-religioso acerca de la patria, estado y vida de San Millán.
Desde el monasterio de San Millán comenzó, acompañado por otros frailes de la comunidad de San Millán, a predicar por numerosos pueblos de La Rioja la idea de la restauración de la devoción a la Virgen de Valvanera. La idea prendió en el solitario de Suso, Tiburcio Lanas, que comenzó en solitario la reconstrucción del monasterio de Valvanera, arrasado por las tropas napoleónicas. Muy pronto otras personas se unieron a él. Una vez reedificado el monasterio, Minguella trabajó por la vuelta de una comunidad benedictina, sueño que se hizo realidad el 29 de octubre de 1883, cuando se instalaron un grupo de monjes provenientes del monasterio de Montserrat. Durante toda la vida permaneció moralmente ligado al santuario de Valvanera, y en su ancianidad escribe la Historia de Valvanera.
Ordenado obispo de Puerto Rico en 1894, tres años más tarde fue preconizado obispo de Sigüenza. Escribió la biografía de Ezequiel Moreno y Díaz y la Historia de la Diócesis de Sigüenza, obra clásica en tres volúmenes. Fue académico correspondiente de la Real de la Historia, premio al talento de la misma academia, senador por el arzobispado de Santiago de Cuba en 1896-98 y por el de Toledo entre 1899 y 1900, presidente de un Capítulo General de la Orden de Agustinos Recoletos (OAR) y visitador de la Provincia de San Agustín, de la Orden de Agustinos.